# Premium do Brasil
Die Premium do Brasil ist ein Fruchtsafttanker der Reederei Citrosuco Europe, der an Deck Container transportieren kann.

## Geschichte
Der Kasko des Fruchtsafttankers wurde 2002 von Daewoo Mangalia Heavy Industries gebaut und von der norwegischen Werft Kleven Floro ausgebaut, endausgerüstet und 2003 abgeliefert. Das Schiff wurde von der Reederei Citrosuco Europe unter der liberianischen Flagge in Dienst gestellt.

## Schiffsbeschreibung
Der langsamlaufende Zweitakt-Hauptdieselmotor von Wärtsilä-Sulzer vom Typ 7RTA 84C erzeugt bei der Nenndrehzahl von 102/min die Nennleistung von 28 MW, treibt einen Verstellpropeller an und verleiht dem Schiff eine Nenngeschwindigkeit von 21 kn. Zur Stromversorgung wird vom Hauptmotor ein Wellengenerator mit 1.200 kW Leistung angetrieben. Außerdem stehen zur Stromversorgung drei Hilfsdiesel des Typs 8L 20 mit jeweils rund 1.500 kW zur Verfügung. Bei der Manöverfahrt wird die Ruderanlage durch ein Bugstrahlruder unterstützt.
Der Fruchtsafttanker Premium Do Brasil ist mit vier isolierten Laderäumen wie ein typisches Kühlschiff, allerdings ohne Zwischendecks mit hohen Laderäumen ausgestattet. In dem vorderen Laderaum befinden sich vier raumhohe Edelstahltanks zum Transport von Orangensaft, der bei der Temperatur von 0 °C gefahren wird. In den anderen drei Laderäumen befinden sich ebenfalls jeweils vier Edelstahltanks, die mit Orangensaftkonzentrat bei der Temperatur von −10 °C gefahren werden können. Das Schiff kann in den Tanks insgesamt 37.000 t Orangensaft bzw. Orangensaftkonzentrat transportieren. Die Tanks und die Leitungen werden im leeren Zustand mit Stickstoff gefüllt, die Bereiche für Orangensaftkonzentrat werden auch dann mit der Temperatur von −10 °C gefahren.
Die Ladungskühlanlage verwendet als Kältemittel Ammoniak in dem Primärsystem und Salzsole in dem Sekundärsystem zur Kühlung der einzelnen Laderäume.
Das Deckshaus mit den Wohn- und Wirtschaftsräumen für 30 Personen, die Brückenhaus und der Maschinenraum befinden sich achtern. Hier ist auch das Freifallrettungsboot für 30 Personen angeordnet.

## Sonstiges
Das Schiff hat ein Schwesterschiff, die Carlos Fischer.